# 拉彭蘭塔航空

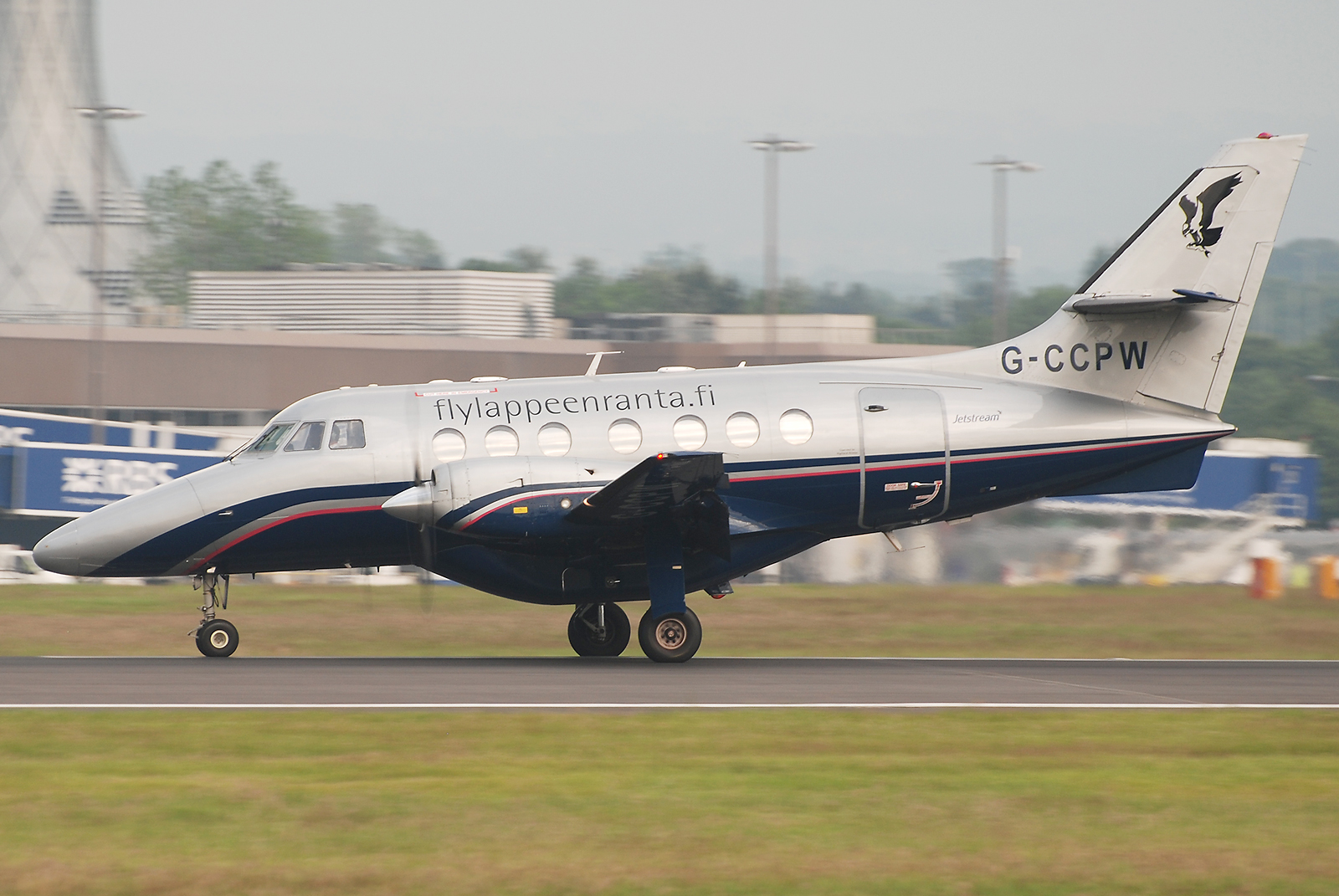
拉彭蘭塔航空捷流31

拉彭蘭塔航空有限公司是一家位於芬蘭拉彭蘭塔的支線航空公司，成立於2008年，由捷特航空營運，經營來往拉彭蘭塔至赫爾辛基航線，航空公司於2010年停止營運。

## 過去機隊
- 2架捷流31

## 外部連結
- 官方網站 （页面存档备份，存于）